# Río Meta
El río Meta es un largo río de la Orinoquia colombiana, uno de los grandes afluentes del río Orinoco, que discurre por territorio colombiano y forma en su tramo final frontera con Venezuela a lo largo de unos 220 km. Tiene una longitud de 804 km, aunque con sus fuentes supera los 1000 km, de los que 785 son navegables.
Desemboca en el río Orinoco en la triple frontera entre el departamento colombiano de Vichada y los estados venezolanos de Apure y Amazonas.
Por él transita un transporte fluvial público que conecta a los pueblos o veredas difíciles de llegar por otro medio de transporte, siendo unos de ellos La primavera, Orocué, Santa Rosalia, la capital del departamento Puerto Carreño y muchos más.

## Geografía
Al llegar a los Llanos inicia un giro a la izquierda y discurre en dirección nordeste a través de la llanura Llanos Orientales de Colombia en una dirección rectilínea que hizo creer en la posibilidad de una falla, como señala Pablo Vila:

El río Meta...corre entre el borde de la gradería estructural colombiana y los Bajos Llanos, donde lo mismo podría seguir una falla que una ondulación estructural del relieve (Pablo Vila).

Con relación a lo que señala Pablo Vila, hay que destacar la prudencia de este señalamiento ya que no existen claras razones de que sea en realidad una falla ni tampoco una ondulación estructural del relieve ya que la realidad es algo diferente, como nos demuestran los estudios muy recientes de dinámica fluvial empleando los programas de cartografía satelital derivados de la NASA o como el de Google Earth cuyo acceso libre se inició en 2005. Es cierto que el río Meta sigue una ondulación del relieve, pero esa ondulación no es estructural, sino que se debe a la mayor altura del dique natural de la ribera derecha, por lo que no presenta afluentes por dicha ribera, como se señala más adelante.     
El río Meta es el límite natural entre varios departamentos colombianos:
- primero entre Meta y el departamento de Casanare, un tramo en el que recibe el río Upía, el río Manacacías, el río Cusiana y el río Cravo Sur;
- luego entre Casanare y el departamento del Vichada, un tramo en el que recibe al río Pauto, al río Guachiría, al río Ariporo, al río Casanare y que acaba en la confluencia con el río Cravo Norte;
- y, finalmente, entre Vichada y el departamento de Arauca. Luego, durante unos 200 km, forma la frontera natural colombo-venezolana, en dirección este hasta la desembocadura en Puerto Carreño.

La cuenca hidrográfica del río Meta tiene una superficie de 93.800 km², en el tramo superior es muy amplia, se extiende unos 4° latitudinales (unos 350 km), mientras que el curso bajo, entre el río Cinaruco, en Venezuela, al norte, y el río Vita, en Colombia, al sur, solo tiene unos 90 km.

### Hidrografía
El río Meta, por su alineamiento recto y trenzado, pareciera discurrir por una antigua falla, pero los estudios más recientes de dinámica fluvial convierten ese alineamiento en un efecto de captura sucesiva de varios ríos que nacen en los Andes que antes desembocaban directamente en el Orinoco y que fueron quedando el curso medio e inferior de cada uno de ellos que siguieron desembocando directamente en el Orinoco. De hecho, el río Meta divide los llanos de Colombia en dos regiones diferentes: la parte occidental (el piedemonte andino) es más húmeda y el río se desborda (solo en su ribera izquierda, es decir, en dicha parte occidental) en la estación lluviosa y recibe los  sedimentos de la cordillera andina, relativamente ricos en nutrientes y, por tanto, sus suelos y sus afluentes son también ricos en nutrientes. La parte oriental, de llano alto o altillanura, tiene una larga estación seca y sus suelos y las aguas superficiales son oligotróficas (pobres en nutrientes) y no desagua a través del río Meta, sino a la cuenca del río Orinoco, por el río Vita o Bita, el río Tomo, el río Tuparro y el Vichada, que son ríos residuales

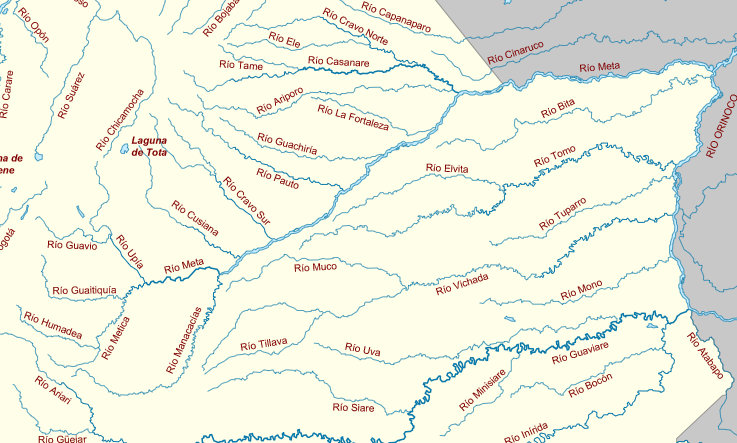
El río Meta y sus afluentes principales. Obsérvese como el Meta solo tiene afluentes por la ribera izquierda mientras que la derecha, que es más elevada, impide el desarrollo de afluentes por ese lado. De hecho, ríos como el Vichada, el Tomo y otros, que primitivamente procedían de los Andes colombianos, quedaron decapitados al quedar cortado su curso alto por el Meta.

## Economía
A partir de Puerto López (ubicado en la ribera del río Meta), este río es navegable y por lo tanto es un componente importante del comercio en los llanos de Colombia y Venezuela.